# ستيف أدكينز
ستيف أدكينز (بالإنجليزية: Steve Adkins)‏ هو لاعب كرة قاعدة أمريكي، ولد في 26 أكتوبر 1964 في شيكاغو في الولايات المتحدة.

## وصلات خارجية
- ستيف أدكينز على موقعبيزبول رفرنس.كوم (الدوري الرئيسي) (الإنجليزية)
- ستيف أدكينز على موقعبيزبول رفرنس.كوم (الدوري الثانوي) (الإنجليزية)
- ستيف أدكينز على موقع مشجعي الرسوم البيانية (الإنجليزية)